# Corona de Recesvint
La corona de Recesvint és una obra d'orfebreria visigoda del segle vii, més concretament una corona votiva, manada realitzar per Recesvint, rei dels visigots. En la seva realització es varen emprar or, granats, safirs i perles. Forma part de l'anomenat tresor de Guarrazar, descobert en 1858 en la localitat de Guadamur, prop de Toledo. Actualment es troba exposada en el Museu Arqueològic Nacional de Madrid.

## Descripció
Es coneix com a corona votiva a una ofrena de caràcter permanent que es donava a les esglésies per a honrar a Déu. Generalment consistien en cèrcols de metall preciós amb incrustacions de pedreria que s'oferia per reis i nobles per a ser suspeses sobre els altars, o altres llocs prominents, durant la litúrgia. Poden contenir una inscripció amb el nom de l'oferent, i del centre de la corona hi pot penjar una creu.
L'estructura bàsica està formada per dues plaques semicirculars articulades per l'ús de frontisses. L'interior és llis, mentre que l'exterior està ben decorat amb granades (la majoria perduts) i la figuració de petites fulles. Sobre la diadema es disposa una xarxa de safirs i perles. La corona penja de quatre cadenes formades per petites baules amb forma de fulla de perera que es reuneixen en un doble lliri blanc sobre la qual se situa un petit capitell realitzat en cristall de roca. De la part central del lliri blanc parteix una cadena, en l'extrem inferior de la qual es troba una creu adornada amb set perles i sis safirs. De la part inferior de la diadema pengen les lletres que formen la dedicació real: «+[R]ECCESVINTHVS REX OFFERET». Les lletres són una magnífica obra d'orfebreria en la qual es combina el color blanc de les perles, el blau dels safirs, el vermell dels granats i l'or.

## Epigrafia

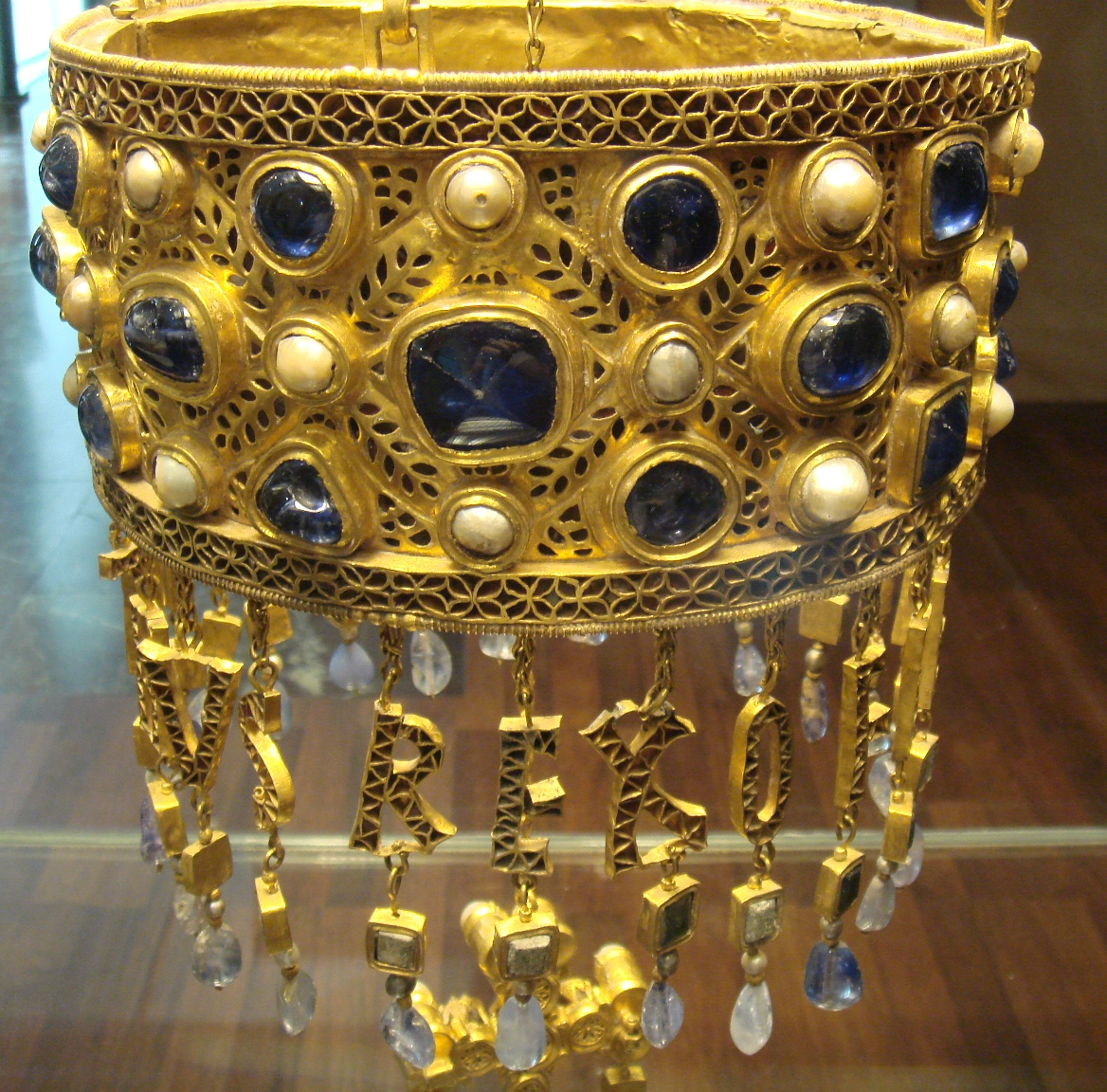
Detall de la corona en la qual es pot apreciar la inscripció

De la part inferior de la corona pengen vint-i-tres petites cadenes, cadascuna enganxada a una lletra, excepte la primera, de la qual penja una creu. Les lletres formen la frase, en llatí: «+[R]ECCESVINTHVS REX OFFERET» (és a dir, «el rei Recesvint la va oferir»). Actualment mancada la lletra (R), que es troba en el Museu de Cluny. De la porció inferior de cada lletra penja un penjoll format per una cel·leta quadrada realitzada amb vidre artificial, una perla, or i safir perforat. Aquest tipus de lletra penjant va arribar a l'Espanya visigoda procedent de l'Imperi Romà d'Orient, on es realitzaven ofrenes de corones règies de característiques semblants.